# Institut national de la normalisation et de la propriété industrielle
L’Institut national de la normalisation et de la propriété industrielle (INNORPI) est un établissement public tunisien à caractère non administratif, placé sous la tutelle du ministère de l'Industrie.
Créé en 1982 et régi par la loi no 2009-38 du 30 juin 2009 qui abroge la loi no 82-66, il est géré par un conseil d'entreprise représentant les différents ministères concernés et la société civile.
Dans ce cadre, l'INNORPI :
- centralise et coordonne tous les travaux, études et enquêtes dans ces divers domaines ;
- arrête, en collaboration avec les organismes concernés, le programme général d'élaboration des normes et crée les commissions techniques de normalisation ;
- organise leurs travaux en son sein et en assure le secrétariat, constituant ainsi le point d'information national sur les normes ;
- certifie la conformité aux normes des produits, des services et des systèmes de management et gère les marques nationales de conformité aux normes ;
- délivre les brevets d'invention, enregistre les marques de fabrique, de commerce et de services et les dessins et modèles industriels ;
- reçoit et enregistre tous les actes affectant les droits de propriété industrielle ;
- représente la Tunisie auprès de l'Organisation internationale de normalisation, la Commission électrotechnique internationale, l'Organisation mondiale de la propriété intellectuelle, l'Organisation arabe du développement industriel et des mines, l'Organisation africaine de normalisation et l'Office européen des brevets.

## Directeurs généraux
- 1982-1996 : Ali Ben Gaïed[1]
- 2001-2004 : Saloua Ghedamsi
- 2008-2012 : Aymen Mekki
- depuis 2018 : Riadh Soussi[2]